# 34281 Albritton
2000 QR141 (asteroide 34281) é um asteroide da cintura principal. Possui uma excentricidade de 0.14623820 e uma inclinação de 5.79299º.
Este asteroide foi descoberto no dia 31 de agosto de 2000 por LINEAR em Socorro.